# Michael Stange
Michael Stange (geboren 3. Januar 1980 in Bergneustadt) ist ein deutscher Schauspieler.

## Leben
Michael Stange ist der Sohn eines Metzgermeisters und einer Köchin. Er besuchte das Gymnasium in Olpe, wo er als Zwölftklässler in einer Schulaufführung in Friedrich Dürrenmatts Komödie Romulus der Große in der Titelrolle auf der Bühne stand. Nach dem Abitur leistete Stange zunächst Zivildienst in einer Schule für geistig Behinderte und studierte anschließend zwei Jahre Sonderpädagogik in Köln. Schließlich wandte er sich der Schauspielerei zu und begann ab 2002 ein Studium an der Universität Mozarteum Salzburg, das er 2006 mit dem Diplom abschloss. Bereits während seiner Ausbildung wirkte er im Rahmen des Young Actors Project in verschiedenen Inszenierungen der Salzburger Festspiele mit, 2005 spielte er in dem Stück Das Märchen vom Schwamm bei der Ruhrtriennale. Künstlerische Heimat Stanges wurde mit Beginn der Spielzeit 2007/08 das Theater Augsburg, dem er bis 2010 angehörte. Hier war er in zahlreichen Rollen zu sehen, darunter Schürzinger in Kasimir und Karoline von Ödön von Horváth, Carlos in Goethes Clavigo, Andreas Kragler in Trommeln in der Nacht von Bertolt Brecht oder der Baron von Burleigh in Schillers Drama Maria Stuart. 2011 sah ihn das Publikum noch einmal gastweise in Augsburg, in den Jahren danach war er – ebenfalls als Gast – an den Theatern in Baden-Baden und Bonn, am Vorarlberger Landestheater sowie erneut in Augsburg verpflichtet.
Seit Mitte der 2000er Jahre steht Michael Stange auch vor der Kamera, häufiger wirkte er dabei in Episoden der Reihe Tatort mit. Er arbeitet daneben als Hörspielsprecher und Sprecher von Hörbüchern. Der mit dem Bayerischen Kunstförderpreis ausgezeichnete Schauspieler lebt in Köln.

## Filmografie (Auswahl)
- 2006: Fremder Bruder
- 2006: Matthäuspassion
- 2008: Die Versöhnung
- 2008: Mikado
- 2008: Tatort: Liebeswirren
- 2013: Die Quellen des Lebens
- 2013: Unter Verdacht – Ohne Vergebung
- 2013: Tatort: Allmächtig
- 2015: Tatort: Freddy tanzt
- 2015: Der Beobachter
- 2016: SOKO Köln – Verhängnisvolles Date
- 2016–2021: Tatort → siehe Janneke und Brix
  - 2016: Tatort: Wendehammer
  - 2017: Tatort: Land in dieser Zeit
  - 2018: Tatort: Der Turm
  - 2019: Tatort: Das Monster von Kassel
  - 2020: Tatort: Funkstille
  - 2021: Tatort: Wer zögert, ist tot
- 2016: Wilsberg: Mord und Beton
- 2017: Maximilian – Das Spiel von Macht und Liebe
- 2017: Tatort: Nachbarn
- 2018: Tatort: KI
- 2020: Exil
- 2021: Ein Mädchen wird vermisst (Fernsehfilm)
- 2022: WaPo Duisburg – Das dicke Ende (Fernsehserie)
- 2022: Buba
- 2022: Im Westen nichts Neues
- 2022: Strafe – Ein hellblauer Tag
- 2022: Höllgrund (Fernsehserie)
- 2024: Polizeiruf 110: Diebe
- 2024: SOKO Köln – Die Frau auf dem roten Fahrrad (Fernsehserie)

## Hörspiele (Auswahl)
- 2008: Cura Vitae. Hoffmanns erster Fall – Autoren und Regie: Robert Steudtner und Leonhard Koppelmann, Produktion: WDR
- 2015: Der späte Bus – Autor: Eugen Egner – Regie: Angeli Backhausen, Produktion: WDR
- 2018: Q – Autor: Luther Blissett – Regie: Jörg Schlüter, Produktion: WDR
- 2018: Wat is, Rami? – Autor: Rami Hamze – Regie: Gerrit Booms, Produktion: WDR
- 2018: Das Fundament der Ewigkeit – Autor: Ken Follett – Regie: Thomas Werner, Produktion: WDR
- 2019: Der Mona-Lisa-Mord – Autor: Lothar Schöne – Regie: Annette Kurth, Produktion: WDR[7]
- 2020: Jenseits der Zeit – Autor: Cixin Liu – Regie: Martin Zylka, Produktion: WDR[8]

## Auszeichnungen
- 2009: Bayerischer Kunstförderpreis
- 2012: Nominierung für den Kölner Theaterpreis